# Kissing, Aichach-Friedberg
Kissing là một đô thị ở Aichach-Friedberg bang Bayern thuộc nước Đức.